# The Zebra
The Zebra es un sitio web de comparación de seguros con sede en Austin, Texas, que compara tarifas de más de 200 compañías de seguros.

## Historia
The Zebra fue cofundado por Joshua Dziabiak y Adam Lyons . Originalmente llamada Insurance Zebra, la compañía comenzó inicialmente operaciones en Pittsburgh, Pensilvania, mientras que Lyons vivía en el sótano de un amigo y cobraba cheques de desempleo.
La compañía fue parte del programa Alpha Lab Incubator de la firma de capital de riesgo de Pittsburgh Innovation Works, donde llamó la atención del fondo de capital de riesgo Silverton Partners. Durante un período beta privado, la empresa mostró a los probadores 280.000 cotizaciones.
Recibió inicialmente 1,5 millones de dólares en financiación inicial de inversores que incluían a Mark Cuban, Silverton Partners, Floodgate y Birchmere Labs. La financiación se utilizó para lanzar oficialmente el sitio web y la empresa se mudó a Austin, Texas.
En septiembre de 2013, habiendo cerrado una ronda semilla extendida de $3 millones, la compañía inició operaciones tanto en Texas como en California, dos estados con alto número de conductores. Inicialmente, ofreció cotizaciones de 33 aseguradoras diferentes (aproximadamente el 90% del mercado), requiriendo solo un código postal e información del vehículo para obtener una cotización, aunque responder más preguntas, como el historial de manejo, mejoró la precisión de la misma. Las empresas incluían State Farm, Geico y Allstate, así como aseguradoras especializadas. Las cotizaciones fueron proporcionadas a partir de una relación directa que tenía The Zebra con las aseguradoras, a través de un manual de tarifas de compañías con las que no tenía una relación directa. The Zebra incluía la actualización en tiempo real de las cotizaciones a medida que los usuarios se movían a través de las secciones de preguntas y respuestas, y permitía a los usuarios comprar de forma anónima. Además de proporcionar cotizaciones, también permite que los conductores conozcan la cobertura de las empresas y evalúen la satisfacción de las reclamaciones.
El sitio web permitió una cotización más detallada para los usuarios que respondieron preguntas adicionales, como el historial de manejo. A fines de 2013, The Zebra estaba disponible en los cincuenta estados del país, mientras aumentaba su plataforma a 204 compañías que incluían 22 operadores como Esurance y The General. También recibió tres millones de dólares adicionales de financiamiento de sus inversores existentes, agregando a Simon Nixon a dicha lista.
En enero de 2016, The Zebra anunció que cerró 17 millones en fondos de Serie A con inversiones de Cuban, Mike Maples Jr., Nixon, Silverton, Daher Capital y Ballast Point Ventures, lo que eleva el financiamiento total a más de 21 millones de dólares. Usó los fondos adicionales para crear herramientas educativas que expliquen a los conductores qué hay detrás de sus tarifas y cómo pueden reducirlas mientras aumentan la cobertura.
En 2017, la empresa anunció una ronda de financiación de serie B de 40 millones de dólares, dirigida por Accel Partners, lo que elevó su recaudación de fondos a 61,5 millones de dólares, y contrató a Keith Melnick como director ejecutivo. Ese mismo año agregó un "puntaje de asegurabilidad" que muestra a los consumidores los factores que afectan su riesgo de seguro, similar a un puntaje de crediticio.
En 2018, Lyons dejó la compañía y se hizo a un lado tanto de las operaciones diarias como de su papel como presidente de la junta. The Zebra fue nombrada mejor lugar para trabajar en Austin durante cuatro años consecutivos, desde 2015 hasta 2019.

## Rondas de inversión
En septiembre de 2017, The Zebra recibió una ronda de financiación de Serie B de 40 millones de dólares. En 2019, sus ingresos crecieron casi un 200 % a casi $37 millones. En febrero de 2020, la empresa anunció una ronda de financiación de Serie C por 38,5 millones de dólares. Al igual que la ronda de Serie B, la Serie C fue liderada por Accel Partners.

## Modelo de negocio
The Zebra ofrece una forma para que los consumidores obtengan cotizaciones en tiempo real de las compañías de seguros de automóviles completando un formulario en línea. A medida que el conductor completa el formulario, respondiendo más preguntas sobre detalles como su edad, historial de manejo y puntaje crediticio, las cotizaciones aumentan en precisión. A partir de 2019, proporcionó más de 1800 productos de seguros de automóviles de más de 200 aseguradoras a nivel nacional.

## Directivos
Joshua Dziabiak se incorporó después de la financiación en 2013 como COO/CMO. Keith Melnick, anteriormente presidente de Kayak, fue nombrado CEO de la empresa en 2017. Meetesh Karia es el actual CTO de la compañía.
Después de dirigir la empresa como CEO durante seis años, Lyons se desempeñó como presidente de la junta. Abandonó la compañía en 2018 y ahora forma parte de la junta directiva de CASA y como EIR en Bill Wood Ventures.